# August Gorayski
August Gorayski herbu Korczak (ur. 27 listopada 1832 w Moderówce lub Szebniach, zm. 21 marca 1915 w Jaśle) – polityk okresu zaborów, działacz katolicki.

## Życiorys
Urodził się w rodzinie szlacheckiego rodu Gorayskich, jako syn Ludwika Gorajskiego (1794–1879) i Ludwiki Bogusz h. Półkozic (córki szambelana Stanisława Bogusza). Jego żoną została w 1869 Maria Borowska herbu Jastrzębiec (ur. ok. 1850). Ich synem był Jan Gorayski (ur. 23 marca 1871 w Moderówce, zm. 25 października 1929), ożeniony z Marią Elonorą Jabłonowską i córki Helena i Maryna.
August Gorayski nauki pobierał w domu, a następnie w Krakowie. Uczestnik powstania styczniowego. Następnie pracował w gospodarstwie rolniczym rodzinnym w Moderówce.
Poseł, polityk, marszałek c. k. powiatu krośnieńskiego, przemysłowiec i finansista, działacz polityczny, radny Krosna, w latach 1881–1915 prezes Krajowego Towarzystwa Naftowego w Galicji i od 1909 prezes Banku Krajowego Królestwa Galicji i Lodomerii z Wielkim Księstwem Krakowskim we Lwowie. W Jaśle współtworzył w 1893 Towarzystwo Techników Naftowych, a w 1895 Towarzystwo Magazynowania Ropy i Produktów Naftowych (wraz z nim Stanisław Olszewski). Członek austriackiej Izby Panów, poseł do Sejmu Krajowego Galicji IV, V, VI, VII, VIII, IX kadencji. Właściciel dóbr: Moderówka, Bajdy, Jaszczew, Szebnie wraz z klasycystycznym dworkiem. Uzyskał tytuł Tajnego Radcy.
W 1853 założył w Męcinie Wielkiej kopalnię ropy naftowej, a jej szyby osiągały rekordową wówczas głębokość 230 metrów.
Pod koniec życia chorował obłożnie. Podczas I wojny światowej przewieziony do Jasła, gdzie zmarł 21 marca 1915. Został pochowany w Szebniach.
Z domu wyniósł głębokie przywiązanie do wiary katolickiej. Był jednym z założycieli i członkiem Sodalicji Mariańskiej w Starej Wsi w 1892, przez 23 lata pełnił urząd prefekta; po latach jego nazwisko zostało wymienione w grupie zasłużonych członków SM na tablicy ich upamiętniającej w tamtejszej bazylice Wniebowzięcia Najświętszej Maryi Panny. W 1893 był marszałkiem pierwszego wiecu katolickiego w Krakowie.

## Odznaczenia
- Krzyż Komandorski Orderu Świętego Grzegorza Wielkiego (Watykan)
- Krzyż Komandorski Orderu Leopolda (Austro-Węgry, 1898)[7][8]